# Symfonie nr. 6 (Bax)

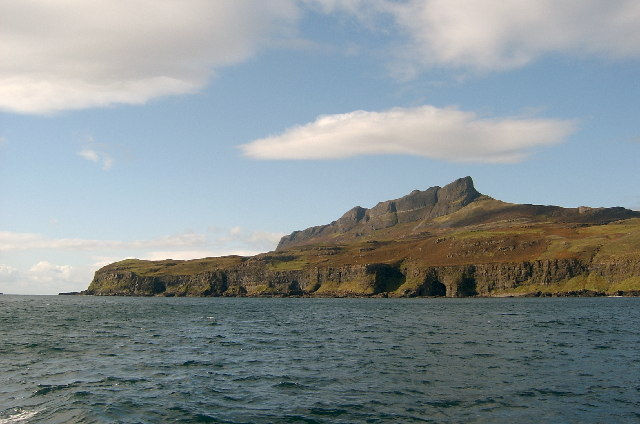
Eigg

Arnold Bax werkte aan zijn Symfonie nr. 6 in de jaren 1934 en 1935. Het werk draagt voor deel 3 een datering van 10 februari 1935.
Bax haalde zijn inspiratie voor het werk uit zijn verblijf in Morar. Met name de ideeën voor het scherzo kwam zijn blik op de eilanden Rum en Eigg. Andere delen kwamen tot stand in het drukke Londen. Het vermoeden bestaat bij de Bax-kenners Lewis Foreman en Graham Parlett dat de delen I en II ooit waren opgezet voor een onvoltooide sonate voor viool, en dan met name deel 2. Deze zevende symfonie van Bax (de eerste werd nooit door de componist georkesteerd en kreeg geen nummer) genoot ten tijde van première flinke concurrentie van symfonieën van collegacomponisten zoals William Walton (Symfonie nr. 1), Ralph Vaughan Williams (Symfonie nr. 4), George Lloyd (Symfonie nr. 3), Edmund Rubbra (Symfonie nr. 1 en Symfonie nr. 2), George Dyson (Symfonie) en Ernest John Moeran (Symfonie). De première van Bax' werk vond plaats in de Queen's Hall, 21 november 1935 met het London Philharmonic Orchestra onder leiding van Hamilton Harty, in dit geval dus dirigent en geen componist. De organisatie lag in handen van Royal Philharmonic Society. De componist liet Harty weten erg tevreden geweest te zijn met de uitvoering. Bax droeg het werk uiteindelijk op aan dirigent Adrian Boult, hij had zich daarin bedacht; het manuscript laat een doorgehaalde naam van Karol Szymanowski zien. In al die daaropvolgende jaren is de symfonie slechts eenmaal te horen geweest tijdens de Promsconcerten, een lot dat ze deelde met de Symfonie nr. 2.
Het werk kent een driedelige opzet:
- Moderato – Allegro con fuoco
- Lento, molto espressivo
- Introduction (Lento moderato) – Scherzo en trio (allegro vivace-Andante semplice) – Epilogue (Lento)

De symfonie begint met een korte introductie in gematigd tempo, die met de start van een basso ostinato het eerste deel gestalte geeft. Die baslijn komt later in het deel nog terug. Bax hield voor het eerste deel de sonatevorm aan. Het tweede deel is rustig en lyrisch, laat drie thema’s horen voordat ze eindigt in een mars in zesachtste maat (Foreman noemde het spookachtig). Ook deel 3, dat in haar geheel in Schotland uit de pen vloeide, heeft een introductie. Dan volgt pas het scherzo, dat met haar fagotlijn teruggrijpt op de klarinetlijn uit de introductie. Er volgt een korte onderbreking met een trio, dat met een citaat uit Sibelius' Tapiola terugkeert naar het scherzo. De epiloog laat een hoorn horen die de klarinetlijn uit de introductie ten gehore brengt. Vooral in het trio en de epiloog is een van de lievelingsinstrumenten van Bax te horen, de harp.
Orkestratie:
- 3 dwarsfluiten (III ook piccolo), 2 hobo’s, 1 althobo, 3 klarinetten (III ook esklarinet), 1 basklarinet, 2 fagotten, 1 contrafagot
- 4 hoorns, 3 trompetten, 3 trombones, 1 tuba
- pauken, 4 man/vrouw percussie (1 kleine trom, 1 snaartrom, 1 grote trom, tamboerijn, bekkens, gong, triangel, glockenspiel, celesta), harp
- violen, altviolen, celli, contrabassen

In 2017 zijn de volgende opnamen verkrijgbaar:
- Chandos: London Philharmonic Orchestra o.l.v. Bryden Thomson (1987/1988)
- Chandos: BBC Philharmonic o.l.v. Vernon Handley (circa 2002)
- Lyrita: New Philharmonia Orchestra o.l.v. Norman Del Mar (1966)
- Classico: Münchner Symphoniker o.l.v. Douglas Bostock (circa 1998, opmerkelijk: Bostock is een leerling van Bryden Thomson)
- Naxos: Royal National Scottish Orchestra o.l.v. David Lloyd Jones (2002)